# Bahnstrecke Grodków Śląski–Głęboka Śląska
| Streckennummer: | 321                  |                                           |                                           |
| Kursbuchstrecke: | 125g (1934)          |                                           |                                           |
| Streckenlänge: | 26,791 km            |                                           |                                           |
| Spurweite: | 1435 mm (Normalspur) |                                           |                                           |
| |                      |                                           |                                           |
| \| \| \| von Brzeg (Brieg) \| \| \| \| 0,000 \| Grodków Śląski (Grottkau; ehem. Bahnhof) \| 174 m \| \| \| \| nach Nysa (Neisse) \| \| \| \| 5,491 \| Wojtowice (Voigtsdorf (Kr Grottkau)) \| 190 m \| \| \| 8,478 \| Gałązczyce (Giersdorf (Kr Grottkau)) \| 194 m \| \| \| \| Woiwodschaften Oppeln und Niederschlesien \| \| \| \| 11,502 \| Rożnów (Oberrosen (Kr Strehlen)) \| 186 m \| \| \| \| von Otmuchów (Ottmachau) \| \| \| \| 15,261 \| Przeworno (Prieborn) \| 182 m \| \| \| 17,531 \| Krzywina (Krummendorf; seit 1931) \| 180 m \| \| \| 19,222 \| Jegłowa (Riegersdorf) \| 176 m \| \| \| 23,551 \| Muchowiec (Mückendorf) \| 162 m \| \| \| \| Anschluss \| \| \| \| \| Landesstraße 39 \| \| \| \| \| von Brzeg (Brieg) \| \| \| \| 26,791 \| Głęboka Śląska (Glambach) \| 159 m \| \| \| \| nach Strzelin (Strehlen (Schles)) \| \| |                      |                                           |                                           |
| Strecke |                      | von Brzeg (Brieg)                         | von Brzeg (Brieg)                         |
| Haltepunkt / Haltestelle | 0,000                | Grodków Śląski (Grottkau; ehem. Bahnhof)  | 174 m                                     |
| Abzweig ehemals geradeaus und nach links |                      | nach Nysa (Neisse)                        | nach Nysa (Neisse)                        |
| Bahnhof (Strecke außer Betrieb) | 5,491                | Wojtowice (Voigtsdorf (Kr Grottkau))      | 190 m                                     |
| Bahnhof (Strecke außer Betrieb) | 8,478                | Gałązczyce (Giersdorf (Kr Grottkau))      | 194 m                                     |
| Grenze (Strecke außer Betrieb) |                      | Woiwodschaften Oppeln und Niederschlesien | Woiwodschaften Oppeln und Niederschlesien |
| Bahnhof (Strecke außer Betrieb) | 11,502               | Rożnów (Oberrosen (Kr Strehlen))          | 186 m                                     |
| Abzweig geradeaus und von links (Strecke außer Betrieb) |                      | von Otmuchów (Ottmachau)                  | von Otmuchów (Ottmachau)                  |
| Bahnhof (Strecke außer Betrieb) | 15,261               | Przeworno (Prieborn)                      | 182 m                                     |
| Haltepunkt / Haltestelle (Strecke außer Betrieb) | 17,531               | Krzywina (Krummendorf; seit 1931)         | 180 m                                     |
| Bahnhof (Strecke außer Betrieb) | 19,222               | Jegłowa (Riegersdorf)                     | 176 m                                     |
| Bahnhof (Strecke außer Betrieb) | 23,551               | Muchowiec (Mückendorf)                    | 162 m                                     |
| Abzweig geradeaus und von rechts (Strecke außer Betrieb) |                      | Anschluss                                 | Anschluss                                 |
| Bahnübergang (Strecke außer Betrieb) |                      | Landesstraße 39                           | Landesstraße 39                           |
| Abzweig geradeaus und von rechts (Strecke außer Betrieb) |                      | von Brzeg (Brieg)                         | von Brzeg (Brieg)                         |
| Bahnhof (Strecke außer Betrieb) | 26,791               | Głęboka Śląska (Glambach)                 | 159 m                                     |
| Strecke (außer Betrieb) |                      | nach Strzelin (Strehlen (Schles))         | nach Strzelin (Strehlen (Schles))         |

Die Bahnstrecke Grodków Śląski–Głęboka Śląska (Grottkau–Glambach) ist eine ehemalige Eisenbahnstrecke in den polnischen Woiwodschaften Oppeln und Niederschlesien.

## Verlauf
Die Strecke verlief vom Bahnhof Grodków Śląski (Grottkau) an der Bahnstrecke Nysa–Brzeg westwärts nach Przeworno (Prieborn; km 15,261), dem Endpunkt der Bahnstrecke Otmuchów–Przeworno, und von dort nordwärts nach Głęboka Śląska (Glambach; km 26,791) an der Bahnstrecke Brzeg–Łagiewniki Dzierżoniowskie.

## Geschichte
Die Strecke wurde am 15. Dezember 1891 von den Preußischen Staatseisenbahnen eröffnet, nach dem Zweiten Weltkrieg kam sie mit der Abtretung Schlesiens an Polen zu den Polnischen Staatseisenbahnen, der Personenverkehr wurde am 20. August 1987 eingestellt, die Strecke im gleichen Jahr stillgelegt.